# Коннелл, Эван Шелби
Эван Шелби Коннелл-младший (англ. Evan Shelby Connell Jr., 17 августа 1924 — 10 января 2013) — американский писатель и поэт.
В 2009 году Коннелл был номинирован на Международную Букеровскую премию по совокупности всего им написанного. 23 апреля 2010 года он был награждён книжной премией Los Angeles Times: премией Роберта Кирша «ныне живущему писателю, имеющему существенные связи с американским Западом, чей вклад в американскую литературу заслуживает особого признания».

## Биография
Коннелл родился в Канзас-Сити, штат Миссури, и был единственным сыном Эвана С. Коннелла, старшего (1890—1974), врача, и Рут Элтон Коннелл. У него была сестра Барбара (миссис С. Мэтью Циммерманн), которой он посвятил свой роман «Mrs. Bridge» (1959). Окончил Юго-западную среднюю школу в Канзас-Сити в 1941 году. Он начал работать в Дартмутском колледже, но поступил на военно-морской флот в 1943 году и стал пилотом. После окончания Второй мировой войны окончил Канзасский университет в 1947 году со степенью бакалавра английского языка. Изучал литературное творчество в Колумбийском университете в Нью-Йорке и Стэнфордском университете в Калифорнии. Он никогда не был женат, десятилетиями жил и работал в Саусалито, Калифорния.
Коннелл был найден мёртвым 10 января 2013 года в приюте для престарелых в Санта-Фе, Нью-Мексико.

## Карьера
Романы Коннелла «Mrs. Bridge» (1959) и «Mr. Bridge» (1969) — это нежно-сатирические портреты обычной, лишённой воображения пары из представителей среднего класса, живущих в Канзас-Сити в 1920—1940-х годах. Пара пытается оправдать ожидания общества и быть хорошими родителями, но, к сожалению, они неспособны преодолеть эмоциональную дистанцию между собой и своими детьми.
Оба романа были объединены в один фильм 1990 года, снятого Джеймсом Айвори — «Мистер и миссис Бридж» с Полом Ньюманом и Джоан Вудворд в главных ролях. Критики дали фильму в основном положительные отзывы.
Роман Коннелла 1960 года «Патриот» — это история 17-летнего Мелвина Айзекса и его опыта в школе морской авиации во время Второй мировой войны.
Биография Джорджа Армстронга Кастера, «Сын утренней звезды» (1984), заслужила признание критиков, стала бестселлером и была экранизирована в виде телевизионного фильма в 1991 году. Фильм получил четыре премии «Эмми».

## Наследие и награды
- В 2009 году он был номинирован на третью Букеровскую международную премию.
- В 2010 году он получил Книжную премию Los Angeles Times : премию Роберта Кирша.